# Loma Grande (Argentina)
Loma Grande es un barrio de la ciudad de Merlo, en la Provincia de Buenos Aires, Argentina.

## Geografía
Se delimita entre las calles Ricardo Rojas y su continuación, Gavilán, al Norte, Carlos Gardel, al sur, Ricardo Dumas, al oeste, y Juan Sebatián Batch al este. Limita al sur con la localidad de Agustín Ferrari, al Norte y con Parque San Martín, al este con Matera, y Oeste con Bº Arco Iris.
El barrio se encuentra dividido en 2 por las vías del Ferrocarril Sarmiento, en su ramal Merlo-Lobos, dando lugar a Loma Grande Primero y Loma Grande Segundo.

### Ubicación y Acceso
Se ubica a 7 km de la ciudad de Merlo, siendo via de acceso la Ruta Provincial Nro. 200.
El transporte público cuenta con el servicio de la línea de Colectivos N° 504 con los ramales 1; 6; 9; 11, y 503, con sus ramales números 20, 22, 27, 28 con su recorrido sobre la ruta nro 200 y los ramales 26, 25, 27, 23 y 24 con sus ramales recorriendo calles internas del barrio.

## Personalidades
- El futbolista Néstor Ortigoza vivió con su familia paterna en el barrio Loma Grande,[1][2] dando sus primeros pasos en el futbol durante su niñez y adolescencia en las canchas improvisadas del barrio, llamadas tradicionalmente en Argentina "potreros", antes de comenzar sus pasos en el fútbol profesional.